# Rosellina Archinto Editore
Rosellina Archinto Editore è una casa editrice italiana fondata da Rosellina Archinto nel 1986 dopo che aveva maturato una lunga esperienza con l'editrice per ragazzi Emme Edizioni.

## Storia
La casa editrice, nata dopo la vendita di Emme Edizioni (dove "M" sta per Marconi, il cognome da ragazza di Rosellina Archinto), si specializza in epistolari letterari. Autori rappresentati in catalogo includono lettere di Anna Achmatova, André Gide, Carlo Emilio Gadda, Guillaume Apollinaire, Antonin Artaud, James Joyce, Charles Baudelaire, Michail Bulgakov, Paolina Leopardi, Ezra Pound, Rainer Maria Rilke, Emil Cioran. E ancora Mann, Gide, Wittgenstein, Malerba, Quasimodo, molti altri..  
Tra gli epistolari storici, quelli di Pietro Bembo, Elisabetta I d'Inghilterra, Maria Teresa d'Austria, Caterina II di Russia ecc. Tra gli artisti visivi: Édouard Manet, Salvador Dalí e Vasilij Kandinskij. Tra i musicisti Glenn Gould, Claude Debussy e Pierre Boulez.
La Archinto pubblica anche saggi critici letterari: da Bonnefoy a Briganti, da Manguel a Capote. E per dieci anni, dal 1988 al 1998, pubblica la rivista Leggere, mensile di letteratura, recensioni e novità librarie. In totale novanta numeri. Come direttori Maurizio Ciampa, Franco Marcoaldi e Antonio D'Orrico..
Nel 2003 Rosellina Archinto, genovese del 1933 ma milanese d'azione, sposata dal 1958 con il conte Alberico Archinto (5 i figli dal matrimonio) e dal 1970 compagna di Leopoldo Pirelli fino alla morte avvenuta nel 2007, cede la casa editrice a RCS MediaGroup. Per poi ricomprarla nel 2015.. Lo fa a 82 anni. Spiegherà: "Qualcuno dirà che sono una vecchia pazza ma l'ho fatto solo perché voglio continuare a fare libri a modo mio. Voglio pubblicare epistolari e saggi"..

## Collane
- Lettere (epistolari)
- Le Mongolfiere (racconti che virano verso il saggio)
- Le Vele (saggi in edizione tascabile)
- In viaggio con... (narrativa di viaggio)
- Quaderni di poesia
- Il colore della vita
- Il panpepato